# Mary Macmaster
Mary Macmaster (Glasgow, 22 november 1955) is een Schotse harpspeelster en zangeres die oorspronkelijk optrad in een groep van zeven muzikanten uit Edinburgh, Sprangeen genaamd. Deze groep bleef twee jaar bij elkaar en produceerde één album. Mary Macmaster en ook harpiste Patsy Seddon studeerden Gaelic in Edinburgh
en leerden liederen aan de School of Scottish Studies aan de Edinburgh University. 
Zij gingen in 1985 optreden onder de naam Sileas en produceerden hun eerste album.
Buiten Sileas treden zij met drie anderen nog steeds op in The Poozies. In 1995 hebben zij meegewerkt aan het enige album van de gelijknamige Schotse band Clan Alba, opgericht door Dick Gaughan. Mary was ook werkzaam in een trio Shine met Corrina Hewat en Alyth McCormick en vormde een duo met Donald Hay (een percussionist).

## Discografie
- Sprangeen - (Springthyme SPR 1013 - 1984)
- Sileas: Delighted With Harps - 1986
- Sileas: Beating Harps (Green Linnet Records SIF 1089 - 1987)
- Sileas: Harpbreakers (Lapwing Records LAP 127 - 1990)
- Clan Alba - 1995
- Dansoozies - 1995
- Infinity Blue - 1998
- Sileas: Play on Light - 1999
- Sugar Cane - met band Shine - 2001
- Changed Days, Same Roots met The Poozies - 2003
- Chantoozies - 2003
- Raise Your Head (A Retrospective) met The Poozies - 2003
- Bright Shiny Morning - met Norma Waterson - 2000
- La Boum! Marionette (compilatie-album) - 2005
- Cold Blow These Winter Winds - (compilatie-album) - 2006
- Kathryn Tickell & Ensemble Mystical